# Autobahn (canção)
"Autobahn" é uma canção da banda Kraftwerk lançada em 1974 no álbum de mesmo nome e no início de 1975 como single. A canção fez grande sucesso, alcançando o 9º lugar nas paradas alemãs, 11º lugar nas paradas britânicas e 25º lugar nas paradas estado-unidenses.

## Histórico
Em outubro de 1974, o Kraftwerk lança o álbum Autobahn na Alemanha, promovido pelo single "Mitternacht". Este não ganha muita atenção do público, mas o álbum sim passa a ser bastante executado, especialmente em rádios de rock progressivo, principalmente devido à sua faixa-título. Então, o álbum é lançado mundialmente em dezembro de 1974 e em janeiro de 1975 é lançado o single de "Autobahn", trazendo a faixa drasticamente editada dada sua extensão. 
A canção tem como tema as Autobahnen, que são as autoestradas de alta velocidade alemãs criadas desde 1932. Fala sobre a rotina de dirigir nessas autoestradas, e traz simulações de ruídos ouvidos na direção, como barulhos de buzinas e de rádio automotivo.
O lançamento do single proporcionou um grande aumento na popularidade da banda, tendo alcançado o 9º lugar nas paradas alemãs, 11º lugar nas britânicas e 25º lugar nas estado-unidenses, e revivendo interesse no álbum Autobahn, que alcançou o 5º lugar nos Estados Unidos. Foi o maior sucesso da banda até então, e é um dos maiores até hoje, sendo ainda uma 